# Oscarsgalan 1935
Oscarsgalan 1935 som hölls 27 februari 1935 var den 7:e upplagan av Oscarsgalan där det prestigefyllda amerikanska filmpriset Oscar delades ut till filmer som kom ut under 1934.

## Vinnare och nominerade
Vinnarna listas i fetstil.
| Enastående produktion | Bästa regi |
| --- | --- |
| - Det hände en natt (Columbia) - Lågor i dunklet (MGM) - Cleopatra (Paramount) - Flirtparaden (First National) - Continental (RKO Radio) - Alle man på däck (Warner Bros.) - Huset Rothschild (20th Century Pictures) - Uppror mot livet (Universal) - Den sjungande Venus (Columbia) - Den gäckande skuggan (MGM) - Viva Villa! (MGM) - Den vita paraden (Jesse L. Lasky) | - Frank Capra – Det hände en natt - Victor Schertzinger – Den sjungande Venus - W.S. Van Dyke – Den gäckande skuggan |
| Bästa manliga huvudroll | Bästa kvinnliga huvudroll |
| - Clark Gable – Det hände en natt - Frank Morgan – Älskaren från Florens - William Powell – Den gäckande skuggan | - Claudette Colbert – Det hände en natt - Bette Davis – En kvinnas slav (Write-in) - Grace Moore – Den sjungande Venus - Norma Shearer – Lågor i dunklet |
| Bästa berättelse | Bästa manus efter förlaga |
| - En Manhattan-melodram – Arthur Caesar - Hett om öronen – Mauri Grashin - Den rikaste flickan i världen – Norman Krasna | - Det hände en natt – Robert Riskin - Den gäckande skuggan – Frances Goodrich och Albert Hackett - Viva Villa! – Ben Hecht |
| Bästa kortfilm (Komedi) | Bästa kortfilm (Nymodighet) |
| - La Cucaracha – Kenneth Macgowan - Men in Black – Jules White - What, No Men? (Warner Bros.) | - City of Wax – Horace Woodard och Stacy Woodard - Bosom Friends (Skibo Productions) - Strikes and Spares – Pete Smith |
| Bästa animerade kortfilm | Bästa scenografi |
| - Sköldpaddan och haren – Walt Disney - Holiday Land – Charles Mintz - Jolly Little Elves – Walter Lantz | - Glada änkan – Cedric Gibbons och Frederic Hope - Älskaren från Florens – Richard Day - Continental – Van Nest Polglase och Carroll Clark |
| Bästa filmmusik | Bästa sång |
| - Den sjungande Venus – Louis Silvers (Columbia Studio Music Department) - Continental – Max Steiner (RKO Radio Studio Music Department) - Den osynliga fienden – Max Steiner (RKO Radio Studio Music Department) | - "The Continental" från Continental – Musik av Con Conrad; Text av Herb Magidson - "Carioca" från Flyg med till Rio – Musik av Vincent Youmans; Text av Edward Eliscu och Gus Kahn - "Love in Bloom" från Hon älskar mig ej – Musik av Ralph Rainger; Text av Leo Robin |
| Bästa foto | Bästa regiassistent |
| - Cleopatra – Victor Milner - Älskaren från Florens – Charles Rosher - Agent n:r 13 – George J. Folsey | - Viva Villa! – John S. Waters - Cleopatra – Cullen Tate - Uppror mot livet – Scott Beal |
| Bästa ljudinspelning | Bästa klippning |
| - Den sjungande Venus – John P. Livadary (Columbia Studio Sound Department) - Älskaren från Florens – Thomas T. Moulton (United Artists Studio Sound Department) - Cleopatra – Franklin Hansen (Paramount Studio Sound Department) - Flirtparaden – Nathan Levinson (Warner Bros. Studio Sound Department) - Continental – Carl Dreher (RKO Radio Studio Sound Department) - Uppror mot livet – Theodore Soderberg (Universal Studio Sound Department) - Viva Villa! – Douglas Shearer (MGM Studio Sound Department) - Den vita paraden – Edmund H. Hansen (Fox Studio Sound Department) | - Eskimå – Conrad A. Nervig - Cleopatra – Anne Bauchens - Den sjungande Venus – Gene Milford |

### Juvenile Award
- Shirley Temple

### Filmer med flera nomineringar
- 6 nomineringar: Den sjungande Venus
- 5 nomineringar: Cleopatra, Continental och Det hände en natt
- 4 nomineringar: Älskaren från Florens, Den gäckande skuggan och Viva Villa!
- 3 nomineringar: Uppror mot livet
- 2 nomineringar: Lågor i dunklet, Flirtparaden och Den vita paraden

### Filmer med flera priser
- 5 priser: Det hände en natt
- 2 priser: Den sjungande Venus